# ديستني تشوكونيري

ديستني تشوكونيري (بالإنجليزية: Destiny Chukunyere)‏ (مواليد 29 أغسطس 2002) هي مغنية مالطية ولدت في مدينة بيركيركارا والدها نيجيري من شعب الإيغبو  بينما والدتها من مالطة.

## وصلات خارجية
- ديستني تشوكونيري على موقع IMDb (الإنجليزية)
- ديستني تشوكونيري على موقع ميوزك برينز (الإنجليزية)
- ديستني تشوكونيري على موقع أول ميوزيك (الإنجليزية)
- ديستني تشوكونيري على موقع ديسكوغز (الإنجليزية)